# Cantonul Le Port-2
Cantonul Le Port-2 este un canton din arondismentul Saint-Paul, Réunion, Franța.